# 维基奥
维基奥（義大利語：Vicchio）是意大利佛羅倫斯廣域市的一个市镇。总面积138平方公里，人口8234人，人口密度59.7人/平方公里（2009年）。ISTAT代码为048049。